# Lycopodiastrum casuarinoides

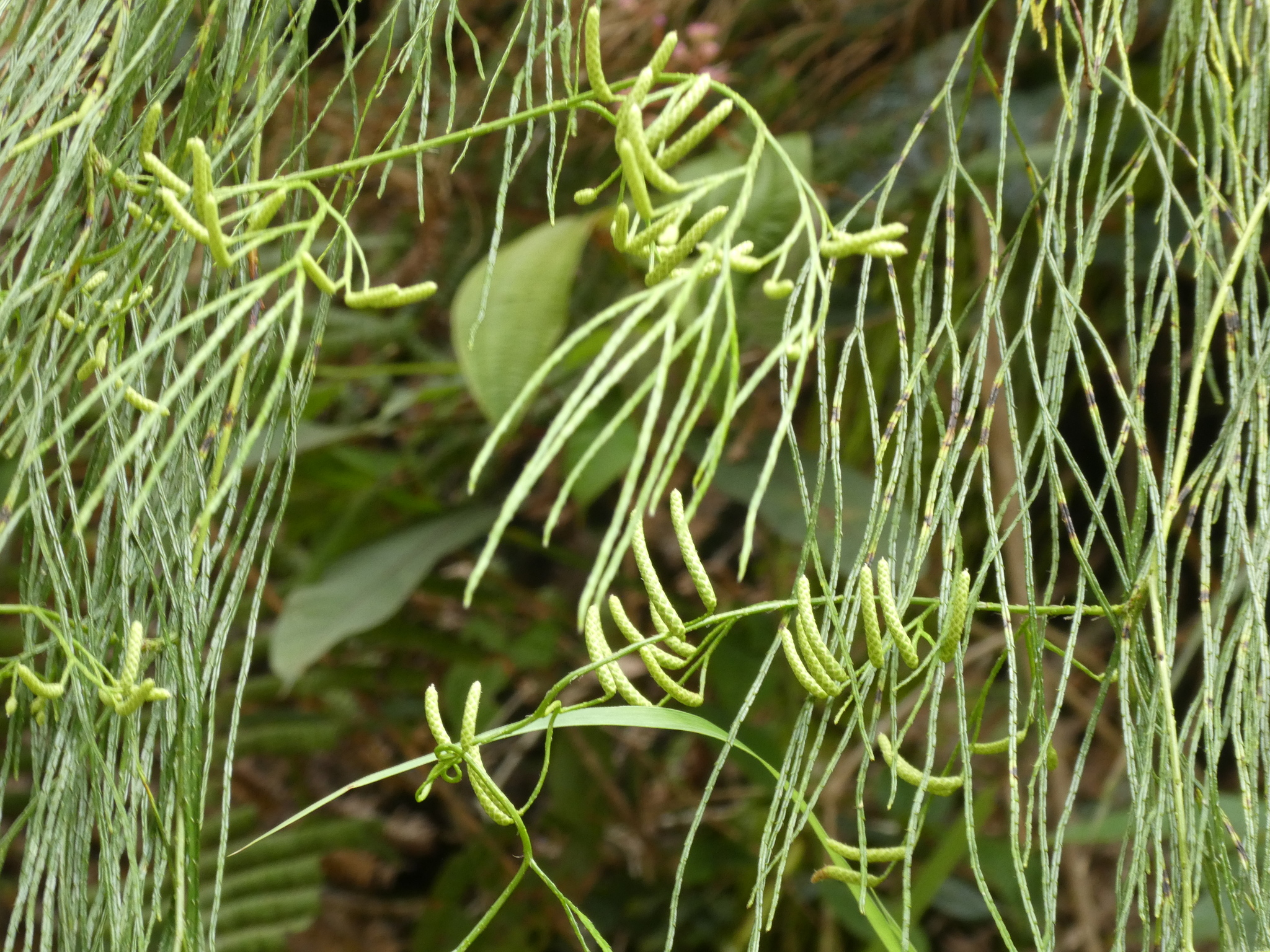
Lycopodiastrum casuarinoides

Lycopodiastrum casuarinoides – gatunek rośliny z rodziny widłakowatych. W wielu źródłach włączany do rodzaju widłak Lycopodium jako L. casuarinoides, jednak w systematyce widłakowatych skłaniającej się do wydzielenia większej liczby rodzajów (np. system PPGI z 2016) wyróżniany jest jako przedstawiciel monotypowego rodzaju Lycopodiastrum. 
Gatunek jest szeroko rozprzestrzeniony w azjatyckiej strefie tropikalnej i subtropikalnej sięgając od Indii i Nepalu na zachodzie po Nową Gwineę na wschodzie, a Chiny i Japonię na północy. Rośnie w lasach i na ich obrzeżach, w zaroślach i na brzegach rzek od terenów nizinnych po 3100 m n.p.m.
Roślina zawiera szereg alkaloidów, będących przedmiotem licznych badań nad ich wpływem na zdrowie, w tym wykazujących działanie cytotoksyczne i hamujące działanie esteraz cholinowych.

## Morfologia
Pokrój sporofituRoślina naziemna, o długim, płożącym kłączu i drewniejących rozgałęzieniach osiągających kilka metrów wysokości, pnących, obłych na przekroju, o średnicy do 2 mm. Odgałęzienia boczne liczne, silnie rozgałęzione dychotomicznie, miękkie, żółtozielone, okrągłe na przekroju. Pędy zarodnionośne spłaszczone, czerwonobrązowe.
Liście (mikrofile)Wyrastają na pędach skrętolegle, rzadko rozmieszczone na pędach głównych i zrodnionośnych, gęstsze na pędach bocznych, przy czym na tych ostatnich liście są u nasady skręcone tak, że układają się w jednej płaszczyźnie. Liście przylegają do pędów, są jajowatolancetowate, zaostrzone na wierzchołku i tu z ością osiągającą 2–5 mm długości, same blaszki liści osiągają 1,5 do 3 mm długości i 0,5 mm szerokości, są całobrzegie, z nasadami zbiegającymi po pędzie. Liście na pędach zarodnionośnych mniejsze (0,8 × 0,3 mm), łuskowate, ściśle przylegające do pędów.
ZarodnieWyrastają w kątach liści zarodnionośnych (sporofili), są nerkowate i żółte. Sporofile łuskowate, zaostrzone i z ością na końcu, na brzegu ząbkowane, osiągają 2-3 mm długości i ok. 1,5 mm szerokości. Tworzą kłosy zarodnionośne osiągające od 1 do 4 cm długości przy średnicy ok. 2-3 mm. Kłosy zarodnionośne powstają w liczbie 6–26 na końcach silnie rozgałęziających się pędów zarodnionośnych.

## Systematyka
W systemie PPG I z 2016 gatunek ten jest przedstawicielem monotypowego rodzaju Lycopodiastrum Holub ex R.D.Dixit, J. Bombay Nat. Hist. Soc. 77(3): 540. 1981, będącego jednym z 9 rodzajów w obrębie podrodziny Lycopodioideae Eaton sensu Wagner & Beitel ex Øllgaard z rodziny widłakowatych. 
Rodzaj wyodrębniony został przez Josefa Holuba w 1983 w wyniku zaproponowanego przez niego podziału opisanego wcześniej w 1845 roku rodzaju Diphasium w szerokim ujęciu Karla B. Presla.
W alternatywnym (popularnym) ujęciu jako gatunek Lycopodium casuarinoides stanowi monotypową sekcję Lycopodiastrum (Holub) B.0llgaard w obrębie rodzaju widłak Lycopodium